# TCG Anadolu
TCG Anadolu (L-400) je víceúčelová vrtulníková výsadková loď stavěná od roku 2016 pro Turecké námořnictvo. Její konstrukce vychází ze španělské výsadkové lodě Juan Carlos I (L-61), přičemž příbuzná je rovněž australská třída Canberra. Plavidlo je vyvíjeno pro čtyři hlavní druhy misí - přepravu a podporu vojenského výsadku, přepravu jednotek do operační oblasti (tzv. force projection), humanitární mise, nebo jako lehká letadlová loď. Turecko plavidlo klasifikuje jako lehkou letadlovou loď, neboť bude schopna operovat s bojovými letouny F-35B Lightning II.

## Stavba

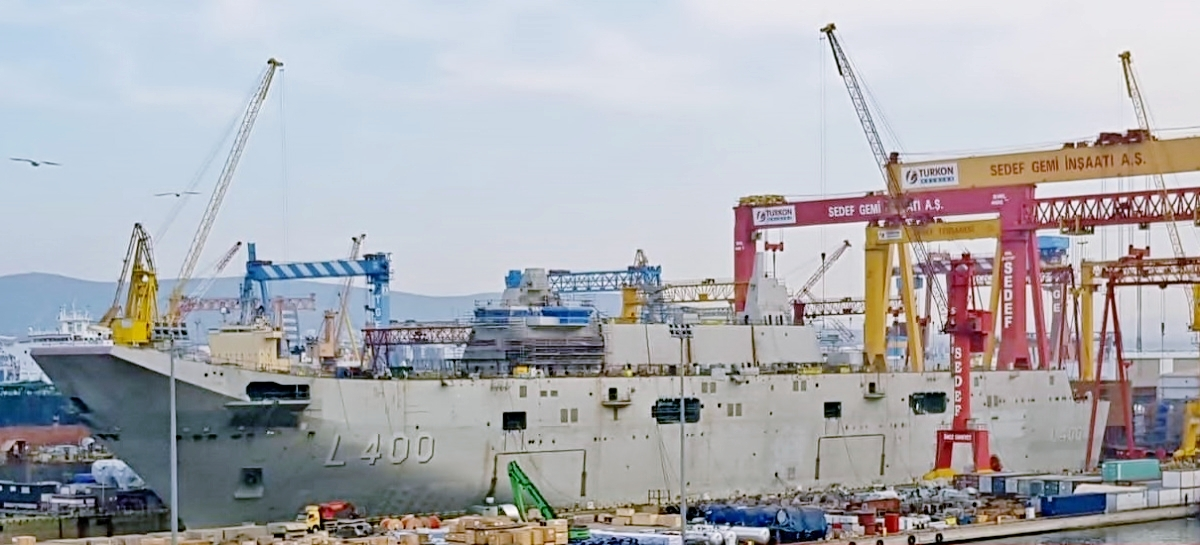
Anadolu

Do soutěže na stavbu turecké výsadkové lodě se přihlásilo několik zájemců - turecká loděnice RMK Marine s vlastním projektem, loděnice Desan s modifikací jihokorejské třídy Tokdo, loděnice SEDEF s modifikací výsadkové a letadlové lodě Juan Carlos I (L-61) španělské loděnice Navantia. Zpočátku projevil zájem i čínský dodavatel, později však svou účast zrušil. Roku 2013 bylo oznámeno, že plavidlo se španělskou pomocí postaví loděnice SEDEF v zátoce Tuzlay u Istanbulu. Slavnostní první řezání oceli na stavbu lodi proběhlo 30. dubna 2016. Během ceremoniálu turecký prezident Recep Tayyip Erdoğan uvedl, že Anadolu bude první turecké plavidlo provozující kolmostartující letouny F-35B Lightning II.
Kýl plavidla byl založen 7. února 2018. Dne 30. dubna 2019 bylo plavidlo v loděnici SEDEF poškozeno požárem, který vypukl na přídi. Nikdo nebyl raněn. Plavidlo bylo na vodu spuštěno 4. května 2019. Anadolu byla uvedena do služby 10. dubna 2023.

## Konstrukce

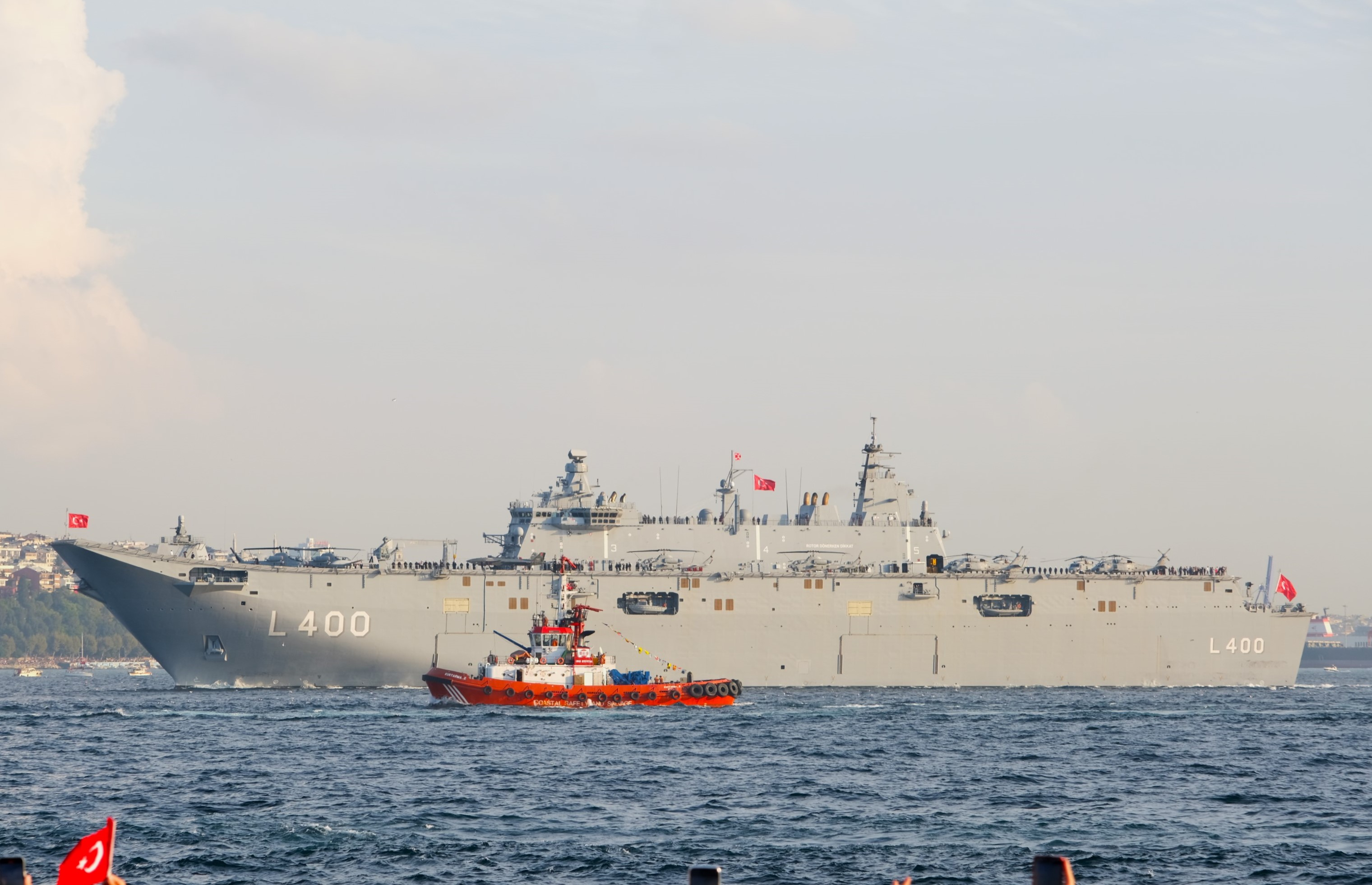
Anadolu v úžině Bospor

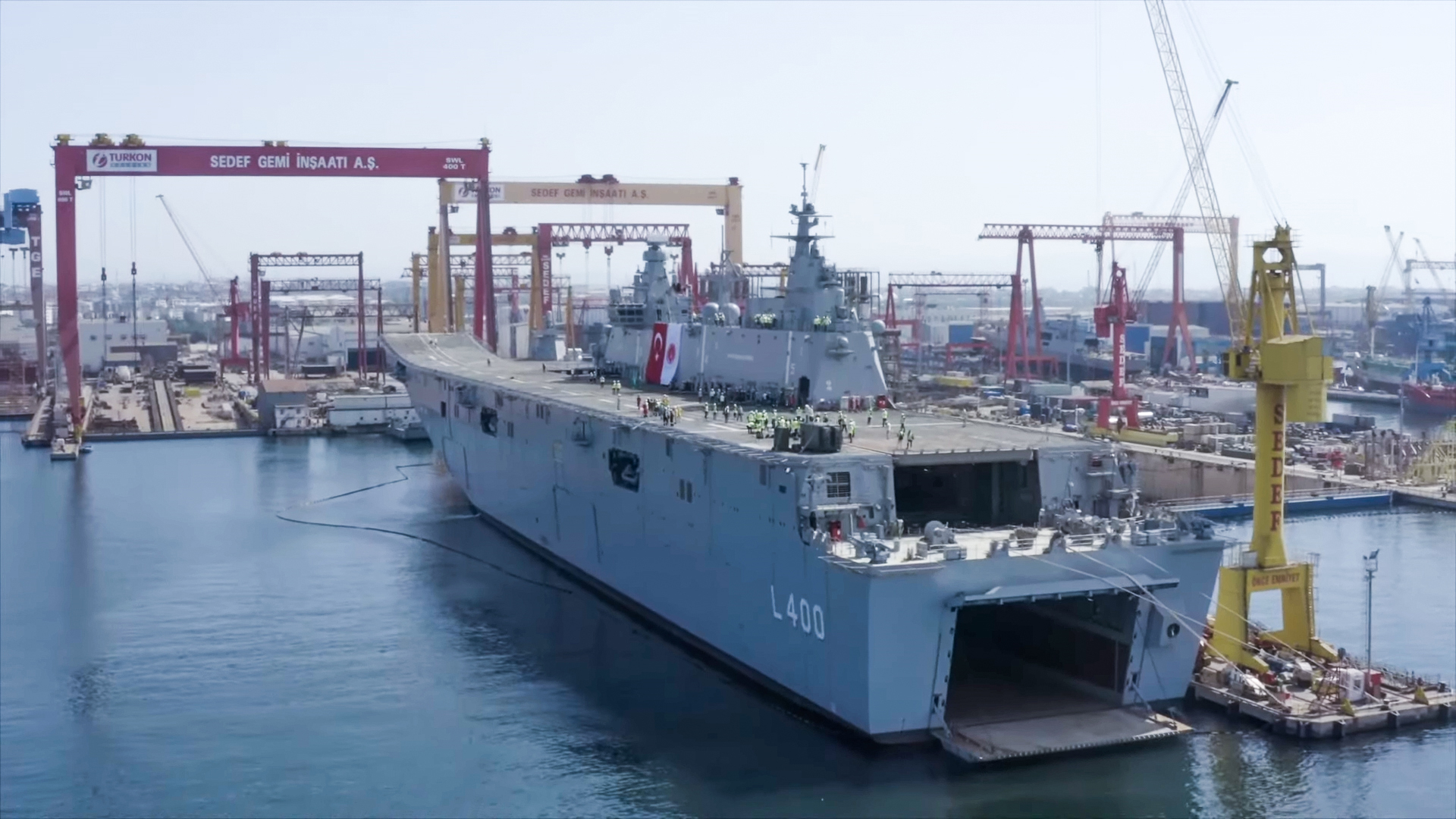
Anadolu v loděnici SEDEF

Trup plavidla navržený Navantií bude postaven z oceli, přičemž integraci jednotlivých systémů zajistí turecké zbrojovky Aselsan a Havelsan. Plavidlo ponese několik radarů, například 3D vyhledávací radar SMART-S Mk2 a dva navigační radary. Anadolu bude vyzbrojena dvěma 20mm hlavňovými systémy blízké obrany Phalanx, pěti dálkově ovládanými zbraňovými stanicemi s 25mm kanónem Aselsan STOP a třemi dálkově ovládanými zbraňovými stanicemi s 12,7mm kulometem Aselsan STAMP.
Plavidlo bude mít garáž pro těžká vozidla a náklad (tanky, obrněné transportéry, kontejnery) o ploše 1 410 m2, garáž pro lehká vozidla (automobily, obrněné transportéry, kontejnery) o ploše 1 165 m2 a hangár pro leteckou techniku o ploše 900 m2. Plavidlo ponese několik typů člunů - dva vyloďovací čluny LCVP, čtyři LCM, 27 obojživelných obrněných vozidel AAV, jeden velitelský člun a jeden člun RHIB. Vyloďovací čluny budou operovat z doku na zádi.
Z paluby Anadolu by měly operovat především transportní vrtulníky Sikorsky S-70B, Boeing CH-47 Chinook a bitevní vrtulníky T-129 ATAK-2 (než bude jejich vývoj dokončen, dočasně je zastoupí bitevní vrtulníky AH-1W Super Cobra). Letová paluba má celkem šest startovacích bodů pro vrtulníky a velitelský ostrov na pravoboku. Anadolu zároveň bude schopna provozovat víceúčelové bojové letouny F-35B Lightning II. Export letounů F-35 do Turecka ovšem zablokovaly USA. Jako s náhradou se počítá s nasazením bezpilotních letounů Bayraktar TB3 a Bayraktar Kızılelma.
Pohonný systém tvoří pět dieselů MAN 16V 32/40 a dva elektrické pody SISHIP eSiPOD, každý o výkonu 11 MW. Manévrovací schopnosti zlepšují dvě příďová dokormidlovací zařízení. Nejvyšší rychlost dosáhne 23 uzlů. Dosah bude 9000 námořních mil při plavbě ekonomickou rychlostí.

## Služba
Na palubě plavidla proběhlo první zkušební přistání a následný start dronu Bayraktar TB3.